# Алієв Умар Баблашович
 Ума́р Бабла́шович Алі́єв (31 січня 1911 — 21 вересня 1972) — карачаївський-балкарський поет.

## З життєпису
Народився в аулі Верхня Теберда. Навчався в Ростові-на-Дону і викладав у Гірському педінституті міста П'ятигорська. Кандидатську захистив у Ленінградському педагогічному інституті ім. Герцена.
У 1943 році переїхав в Кабардино-Балкарії, звідки у 44-му році був депортований (насильницьке переселення за національною ознакою) до Киргизстану. Реабілітований 19 серпня 1993.
Після повернення на Кавказ працював деканом історико-філологічного факультету Кабардино-Балкарському державному університеті ім. Х. М. Бербекова (КБГУ). В останні роки свого життя працював у Карачаєво-Черкеському педагогічному університеті (КЧГПІ). З 1962 до 1964 року він був ректором університету.
Умар Баблашевіч автор багатьох робіт з питань Карачаєво-балкарського мовознавства, він один з основоположників сучасної Карачаєво-балкарської філології. Переклав поему Тараса Шевченка «Кавказ». Переклад увійшов до балкарського видання вибраних творів Тараса Шевченка (Нальчик, 1939).